# Memorandum di August Frank
Il memorandum di August Frank del 26 settembre 1942 era una direttiva del tenente generale delle SS-Obergruppenführer August Frank dell'Ufficio centrale economico e amministrativo delle SS. Il memorandum fornisce una misura della pianificazione dettagliata che Frank e altri nazisti hanno impiegato nella realizzazione dell'Olocausto. Include anche istruzioni sulla disposizione delle collezioni di francobolli e della biancheria intima degli ebrei assassinati. È chiaro che i nazisti erano intenti a rimuovere tutto ciò di valore dalle loro vittime.
Il memorandum contiene l'istruzione secondo cui le stelle gialle, che i nazisti obbligavano gli ebrei a indossare sui loro vestiti, dovevano essere rimosse prima che gli abiti fossero ridistribuiti ai tedeschi etnici che i nazisti stavano reinsediando nella Polonia occupata. Questo memorandum, quando venne alla luce dopo la guerra, ebbe un ruolo chiave nel confutare le affermazioni di Frank secondo cui non egli stesso sapeva che gli ebrei venivano assassinati in massa nei campi di sterminio durante l'Operazione Reinhard.

## Testo del memorandum
Il memorandum top secret, stampato in più copie, fu inviato, tra gli altri, al capo dell'amministrazione della guarnigione delle SS di Lublino e al capo dell'amministrazione del campo di concentramento di Auschwitz.
La traduzione in inglese è stata fornita dal tribunale militare di Norimberga durante i processi ai criminali di guerra:
Senza tener conto delle norme complessive che si prevede saranno emanate nel mese di ottobre, relative all'utilizzo dei beni mobili e immobili degli ebrei evacuati, per quanto riguarda i beni da essi trasportati, deve essere seguita la seguente procedura: beni,  che in tutti gli ordini futuri saranno chiamati merci provenienti da furti, dal ricevimento di merci rubate e da merci immagazzinate:
1.
a. Il denaro contante in banconote Reichsbank deve essere versato sul conto: Ufficio principale economico e amministrativo 158/1488 con la Reich Bank a Berlino-Schoeneberg.
b. Le valute estere (coniate o non coniate), i metalli rari, i gioielli, le pietre preziose e semipreziose, le perle, l'oro dei denti e l'oro di scarto devono essere consegnati all'Ufficio centrale economico e amministrativo delle SS. Quest'ultimo è responsabile della consegna immediata alla Reichsbank.
c. Orologi di ogni tipo, sveglie, penne stilografiche, matite meccaniche, rasoi manuali ed elettrici, coltellini tascabili, forbici, torce elettriche, portafogli e portamonete devono essere riparati dalla Sede Economica e Amministrativa in apposite officine, puliti e valutati; e devono essere consegnati rapidamente alle truppe di prima linea. La consegna alle truppe avviene in contanti tramite gli scambi postali. Devono essere stabilite le classi di prezzo e deve essere assicurato che ogni ufficiale e ogni uomo non possano acquistare più di un orologio. Sono esenti dalla vendita gli orologi d'oro, il cui utilizzo spetta a me. Il ricavato va al Reich.
d. La biancheria intima e l'abbigliamento maschile, comprese le calzature, devono essere smistati e valutati. Dopo aver coperto i bisogni dei detenuti del campo di concentramento, e in via eccezionale per le truppe, devono essere consegnati alla Volksdeutsche Mittelstelle. Il ricavato va in ogni caso al Reich.
e. Abbigliamento e biancheria intima da donna, comprese le calzature; abbigliamento per bambini e biancheria intima per bambini, comprese le calzature; devono essere consegnati a pagamento alla Volksdeutsche Mittelstelle. La biancheria intima di pura seta deve essere consegnata al Ministero dell'Economia del Reich secondo gli ordini dell'Ufficio principale economico e amministrativo delle SS. Tale ordinanza si riferisce anche alla biancheria intima, di cui alla lettera d.
f. Piumini, trapunte, coperte di lana, stoffe per abiti, scialli, ombrelli, bastoni da passeggio, thermos, paraorecchie, carrozzine, pettini, borsette, cinture in pelle, cestini per la spesa, pipe per tabacco, occhiali da sole, specchi, coltelli da tavola, forchette e cucchiai, zaini e valigie in pelle o materiale artificiale devono essere consegnati alla Volksdeutsche Mittelstelle. La questione del pagamento sarà decisa in seguito. Le esigenze di trapunte, coperte di lana, thermos, paraorecchie, pettini, coltelli da tavola, forchette e cucchiai e zaini possono essere esaudite da Lublino e Auschwitz con queste scorte contro il pagamento dei fondi di bilancio.
g. La biancheria come lenzuola, biancheria da letto, cuscini, asciugamani, strofinacci e tovaglie deve essere consegnata a pagamento alla Volksdeutsche Mittelstelle. Lenzuola, biancheria da letto, asciugamani, strofinacci e tovaglie possono essere forniti per le esigenze delle truppe da queste scorte contro il pagamento dei fondi di bilancio.
h. Lenti e occhiali da vista di ogni genere devono essere consegnati allo studio medico per l'utilizzo. (Gli occhiali con montatura dorata devono essere consegnati senza lenti insieme ai metalli rari). Per gli occhiali da vista non è necessario che si proceda a un regolamento dei conti in considerazione del loro scarso valore e del loro uso limitato.
i. Pellicce di pregio di ogni tipo, grezze e lavorate, devono essere consegnate alla SS-WVHA.
j. Le pellicce ordinarie (pelli di agnello, lepre e coniglio) devono essere segnalate alla SS-WVHA, Amt-B II, e devono essere consegnate allo stabilimento di abbigliamento delle Waffen-SS di Ravensbrück vicino a Fürstenberg (Meclemburgo).
k. Tutti gli oggetti menzionati sotto le lettere d, e ed f, che hanno solo un quinto o due quinti del valore totale, o sono completamente inutili, saranno consegnati tramite la SS-WVHA al Ministero dell'Economia del Reich per l'utilizzo. Per la decisione sugli elementi non menzionati alle lettere b ed i, la decisione sul loro utilizzo deve essere presentata al capo della WVHA.
2.
La WVHA stabilirà tutti i prezzi sotto osservazione delle valutazioni legalmente controllate. Questa stima può essere effettuata in seguito. Piccole valutazioni che fanno solo perdere tempo e personale possono essere eliminate. I prezzi medi per i singoli articoli devono essere stabiliti in generale. Ad esempio, un paio di pantaloni da uomo usati 3,00 ℛℳ, una coperta di lana 6,00 ℛℳ, ecc. ecc. Per la consegna di oggetti inutili al Ministero dell'Economia del Reich si dovrà stabilire il prezzo medio per Kg.
Deve essere rigorosamente osservato che la Stella Ebraica viene rimossa da tutti gli indumenti che devono essere consegnati. Inoltre, per gli articoli che devono essere consegnati devono essere ricercati per i valori nascosti e cuciti, questo dovrebbe essere effettuato con la massima cura possibile.
— SS-Brigadeführer e generale di brigata delle Waffen-SS FRANK